# 岩崎 (北九州市)
岩崎（いわさき）は福岡県北九州市八幡西区の地名。岩崎一丁目から四丁目の町がある。住居表示実施済み。郵便番号は807-1153。

## 地理
八幡西区の南部西端に位置し、南から西に高江と接し、西・北・東の三方を中間市に囲まれる。

### 河川
- 一級河川 黒川

## 地域の特徴
起伏のある土地にある住宅地。町域の東縁から北縁に沿って黒川が流れる。

二丁目に岩崎保育園、三丁目に市営住宅岩崎団地がある。

## 歴史
かつて石炭鉱業で栄えた地であり、岩崎炭坑があった。岩崎炭坑は1895年（明治29年）に岩崎久米吉が開鑿を開始、その後3人の息子が経営していたが、1934年（昭和9年）木曽重義に譲渡された。1938年（昭和13年）、岩崎炭坑は九州採炭に譲渡され、1941年（昭和16年）には新手三坑と改称された。炭坑が稼働していた頃には香月線の引き込み線があり、炭坑からエンドレス軌道によって運搬された石炭が鉄道に積み込まれていた。なお、香月線の岩崎駅は黒川の対岸である中間市弥生一丁目に存在していた。

### 沿革
- 1997年（平成9年）7月1日 - 岩崎一丁目 - 四丁目新設[5][6]。

### 町名の変遷
| 実施内容          | 実施年月日              | 実施後     | 実施前         |
| ----------------- | ----------------------- | ---------- | -------------- |
| 町名新設 住居表示 | 1997年（平成9年）7月1日 | 岩崎一丁目 | 大字楠橋の一部 |
| 町名新設 住居表示 | 1997年（平成9年）7月1日 | 岩崎二丁目 | 大字楠橋の一部 |
| 町名新設 住居表示 | 1997年（平成9年）7月1日 | 岩崎三丁目 | 大字楠橋の一部 |
| 町名新設 住居表示 | 1997年（平成9年）7月1日 | 岩崎四丁目 | 大字楠橋の一部 |

## 世帯数と人口
2025年（令和7年）3月31日現在（北九州市発表）の世帯数と人口は以下の通りである。
| 町         | 世帯数  | 人口    |
| ---------- | ------- | ------- |
| 岩崎一丁目 | 234世帯 | 394人   |
| 岩崎二丁目 | 161世帯 | 306人   |
| 岩崎三丁目 | 203世帯 | 327人   |
| 岩崎四丁目 | 148世帯 | 380人   |
| 計         | 746世帯 | 1,407人 |

### 人口の変遷
国勢調査による人口の推移。
| 1995年（平成7年）  | - 人    | [ 7 ]  |  |
| 2000年（平成12年） | 1,708人 | [ 8 ]  |  |
| 2005年（平成17年） | 1,823人 | [ 9 ]  |  |
| 2010年（平成22年） | 1,753人 | [ 10 ] |  |
| 2015年（平成27年） | 1,645人 | [ 11 ] |  |
| 2020年（令和2年）  | 1,458人 | [ 12 ] |  |

### 世帯数の変遷
国勢調査による世帯数の推移。
| 1995年（平成7年）  | - 世帯  | [ 7 ]  |  |
| 2000年（平成12年） | 658世帯 | [ 8 ]  |  |
| 2005年（平成17年） | 702世帯 | [ 9 ]  |  |
| 2010年（平成22年） | 701世帯 | [ 10 ] |  |
| 2015年（平成27年） | 696世帯 | [ 11 ] |  |
| 2020年（令和2年）  | 638世帯 | [ 12 ] |  |

## 学区
市立小・中学校に通う場合、学区は以下の通りとなる。
| 町         | 街区・戸番 | 小学校               | 中学校               |
| ---------- | ---------- | -------------------- | -------------------- |
| 岩崎一丁目 | 全域       | 北九州市立香月小学校 | 北九州市立香月中学校 |
| 岩崎二丁目 | 全域       | 北九州市立香月小学校 | 北九州市立香月中学校 |
| 岩崎三丁目 | 全域       | 北九州市立香月小学校 | 北九州市立香月中学校 |
| 岩崎四丁目 | 全域       | 北九州市立香月小学校 | 北九州市立香月中学校 |

## 施設

### 社会福祉施設
- 岩崎保育園

### 公営住宅
- 市営住宅岩崎団地

### 公園
- 岩崎中公園
- 岩崎四丁目やよい坂公園
- 新岩崎公園
- 井手原公園